# Liste der Naturdenkmale in Holzkirch
| Naturdenkmale | Anzahl |
| ------------- | ------ |
| FND           | 1      |
| END           | 4      |
| Gesamt        | 5      |

Die Liste der Naturdenkmale in Holzkirch nennt die verordneten Naturdenkmale (ND) der im baden-württembergischen Alb-Donau-Kreis liegenden Gemeinde Holzkirch. In Holzkirch gibt es insgesamt fünf als Naturdenkmal geschützte Objekte, davon ein flächenhaftes Naturdenkmal (FND) und vier Einzelgebilde-Naturdenkmale (END).
Stand: 31. Oktober 2016.

## Flächenhafte Naturdenkmale (FND)
| Name                     | Bild | Kennung     | Einzelheiten | Position | Fläche Hektar | Datum        |
| ------------------------ | ---- | ----------- | ------------ | -------- | ------------- | ------------ |
| Nebelsee                 | BW   | 84250620005 | Holzkirch    | ⊙        | 0,1           | 1. Sep. 1994 |
| Legende für Naturdenkmal |      |             |              |          |               |              |

## Einzelgebilde (END)
| Name                        | Bild | Kennung     | Einzelheiten | Position | Fläche Hektar | Datum        |
| --------------------------- | ---- | ----------- | ------------ | -------- | ------------- | ------------ |
| 1 Eiche                     | BW   | 84250620004 | Holzkirch    | ⊙        | 0,0           | 1. Sep. 1994 |
| 1 Linde an der Kirchenmauer |      | 84250620002 | Holzkirch    | ⊙        | 0,0           | 1. Sep. 1994 |
| 1 Linde (Kallinde)          | BW   | 84250620001 | Holzkirch    | ⊙        | 0,0           | 1. Sep. 1994 |
| 1 Linde                     | BW   | 84250620003 | Holzkirch    | ⊙        | 0,0           | 1. Sep. 1994 |
| Legende für Naturdenkmal    |      |             |              |          |               |              |